# Degania
Koordinaten: 32° 42′ 29″ N, 35° 34′ 30″ O
Mit Degania (hebräisch דְּגַנְיָה Dəganjah) werden zwei Kibbuzim im Nordbezirk Israels bezeichnet, die südwestlich des Sees Genezareth nahe am Ausfluss des Jordans aus dem See liegen (vorheriger Name des Gebiets: أم جونية / Umm Ǧūniyya oder أم جوني / Umm Ǧūnī). Beide gehören zum Regionalverband ʿEmeq haJarden.

## Degania Alef

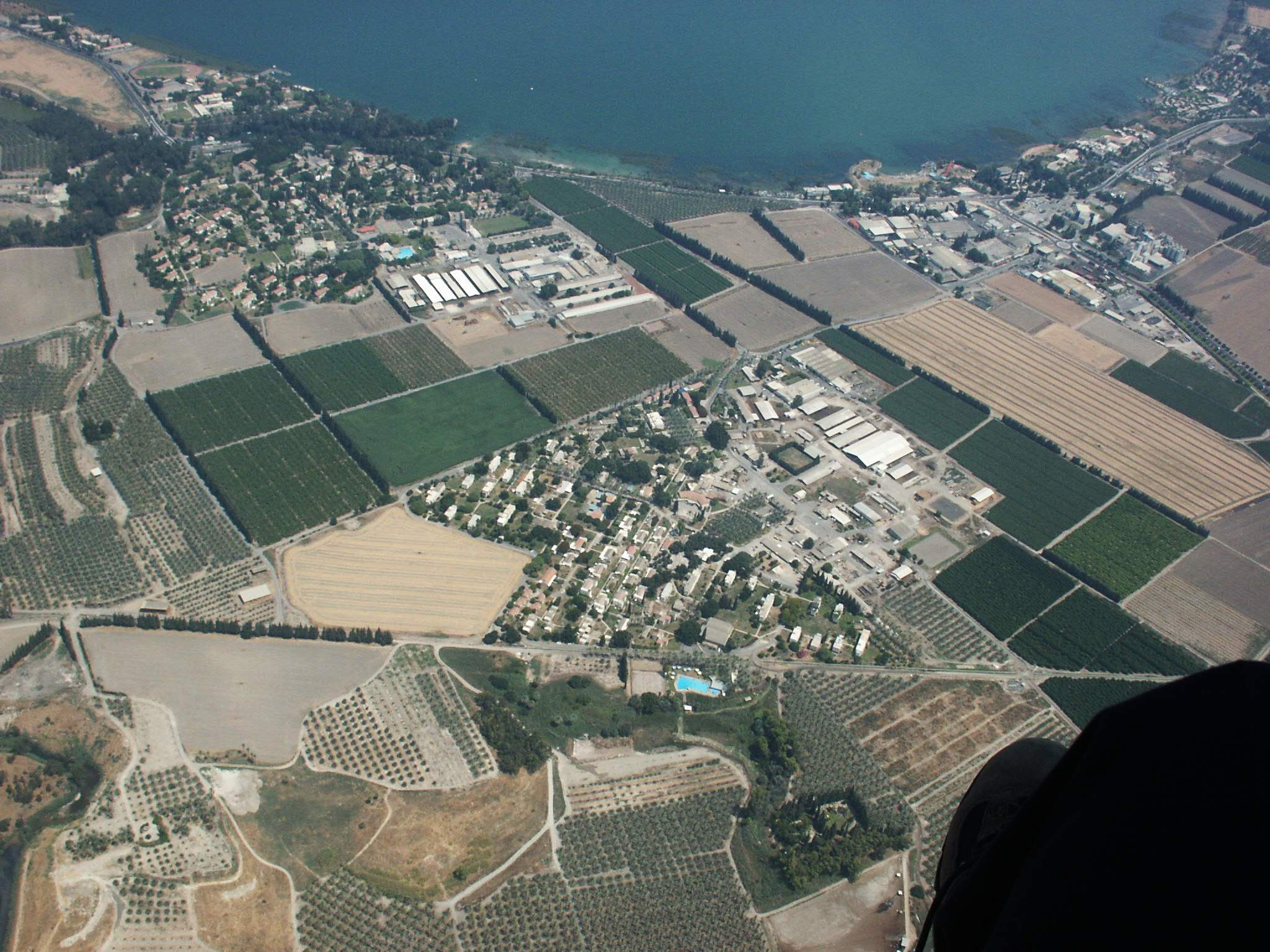
Degania A, oben links, Degania B, darunter

Wenn „Degania“ ohne weitere Erläuterung verwendet wird, ist damit meist Degania „A“ bzw. „Aleph“ gemeint. Degania A ist der älteste der israelischen Kibbuzim und damit der Vorläufer aller späteren Gemeinschaftssiedlungen. Er wurde am 28. Oktober 1910 von einer Gruppe zionistischer Einwanderer aus Belarus gegründet. Der Name Degania leitet sich vom hebräischen Wort dagan „Getreide“ ab (angebaut wurden dort allerdings Zitrusfrüchte und Frühgemüse). Im Jahr 1911 machte eine zweite Gruppe, die auf den Prinzipien des Kollektivismus basierte, aus Degania die „Mutter der kollektiven Siedlungen“ und den Vorzeigekibbuz, den auch Albert Einstein und Tomáš Garrigue Masaryk besuchten.
Zu den ersten, die in Degania lebten und arbeiteten, gehörten der Schriftsteller Aharon David Gordon sowie Joseph Trumpeldor. Mitbegründer des Kibbuz war der Politiker und Schriftsteller Schmuʾel Dajan. Sein Sohn Mosche Dajan, der spätere Landwirtschafts-, Außen- und Verteidigungsminister, war eines der ersten Kinder, die in Degania geboren wurden. Von den Mitgliedern der Siedlung wurden viele spätere Kibbuzgründungen unterstützt. Die aus Prag stammende Miriam Singer arbeitete hier seit 1920 als Kindergärtnerin und schrieb 1935 das deutschsprachige Kinderbuch Kelle und Schwert: aus den Heldentagen von Dagania.
Vor der israelischen Staatsgründung war Degania als vorgeschobener Verteidigungsposten von Bedeutung; im Unabhängigkeitskrieg 1948 konnte die syrische Armee vor dem Ort gestoppt werden. Hermann Maas schildert die Lebensverhältnisse in den Jahren 1950 und 1953, Erich Lüth im Jahr 1959.  Degania A hatte 2016 752 Einwohner.

## Degania Bet
Degania „B“ bzw. „Bet“ entstand 1920 in unmittelbarer Nähe der vorherigen Siedlung. Der Hauptgrund der Neugründung war, dass nach dem starken Anwachsen der alten Siedlung die persönlichen Beziehungen innerhalb der Gemeinschaft als gefährdet angesehen wurden. Degania B hatte 2016 650 Einwohner.

## Wandern
Degania ist Teil des nördlichen Israel National Trail, eines aktuell ca. 1.100 Kilometer langen Fernwanderwegs.